# Serwis TV
Serwis TV – program satyryczny Telewizji Polskiej, emitowany na kanale TVP 1 od września 2007 do stycznia 2008 roku w soboty o godz. 18.20, potem tego samego dnia o 22:20 i w poniedziałki o 13:30. Program parodiował popularne programy różnych stacji telewizyjnych, w tym także samej Jedynki. Ze względu na niską oglądalność zakończono emisję.
Autorem programu była Joanna Jeżewska i czwórka aktorów Teatru Montownia: Marcin Perchuć, Adam Krawczuk, Maciej Wierzbicki i Rafał Rutkowski. Scenariusz: Roman Radomski.

## Spis odcinków
- Emisja odcinków pierwszej serii od 8 września 2007:
  - w soboty: 18:20.
- w styczniu 2008:
  - w soboty: 22:20.
  - w poniedziałki: 13:30.

| #  | Pilot                               | Emisja w TVP 1         |
| -- | ----------------------------------- | ---------------------- |
| 1  | Występ w programie Przeboje jedynki | 2 września 2007 21:05  |
| #  | Seria I (17 odcinków)               | Emisja w TVP 1         |
| 1  | Odcinek 1                           | 8 września 2007 18:20  |
| 2  | Odcinek 2                           | 15 września 2007 18:20 |
| 3  | Odcinek 3                           | 22 września 2007 18:20 |
| 4  | Odcinek 4                           | 29 września 2007 18:20 |
| 5  | Odcinek 5                           |                        |
| 6  | Odcinek 6                           |                        |
| 7  | Odcinek 7                           |                        |
| 8  | Odcinek 8                           |                        |
| 9  | Odcinek 9                           |                        |
| 10 | Odcinek 10                          |                        |
| 11 | Odcinek 11                          |                        |
| 12 | Odcinek 12                          | 17 grudnia 2007 0:10   |
| 13 | Odcinek 13                          | 29 grudnia 2007 15:50  |
| 14 | Odcinek 14                          | 3 stycznia 2008 22:25  |
| 15 | Odcinek 15                          | 10 stycznia 2008 22:30 |
| 16 | Odcinek 16                          | 17 stycznia 2008 22:35 |
| 17 | Odcinek 17                          | 28 stycznia 2008 13:30 |